# Francisco Lourenço Johnscher
Francisco Lourenço Johnscher (Curitiba, 22 de abril de 1895 — Curitiba, 29 de abril de 1962) foi um empresário brasileiro.

## Biografia
Francisco L. Johnscher nasceu na capital paranaense na segunda-feira, dia 22 de abril de 1895 sendo filho de imigrantes alemães estabelecidos em Paranaguá e donos de uma hospedaria.
Os Johnscher inauguram no ano de 1917 o Hotel Johnscher na recém renomeada Rua Barão do Rio Branco (Rua da Liberdade até 1912), um dos eixos hoteleiros da cidade decorrente do continuo movimento de passageiros da Estação Ferroviária.
Com o passar do tempo Francisco assumiu a direção do Hotel Johnscher, que a partir da década de 1920 já era considerado um dos mais modernos hotéis do sul do Brasil e na década de 1930 assumiu o Grande Hotel Moderno (hotel de grande prestígio na época), instalado na Rua XV de Novembro e inaugurado pelo italiano Gino Zanchetta.
Em 1933 exerceu papel relevante nos trabalhos preliminares para a criação do Rotary Club de Curitiba e em 20 de março deste ano tornou-se sócio fundador da entidade.
Em 1949 fundou o Sindicato dos Hotéis e Similares e Curitiba e tornou-se o seu primeiro presidente, exercendo o cargo até 1957.
Empresário hoteleiro respeitado na cidade, Francisco foi membro da Associação Comercial do Paraná, do Conselho de Turismo do Paraná e do Conselho Rodoviário de Curitiba.
Francisco Johnscher faleceu no domingo, dia 29 de abril de 1962, na sua cidade natal e aos 67 anos de idade.
Apenas três anos após a sua morte o então prefeito de Curitiba, Ivo Arzúa, determinou que uma das vias da capital recebesse o nome do empresário. A Rua Francisco Lourenço Johnscher, localizada no bairro Boqueirão, é a homenagem da cidade a memória do ilustre cidadão que contribuiu, em várias frentes, no desenvolvimento socioeconômico de capital paranaense.